# غافينو ماتا
غافينو ماتا (بالإيطالية: Gavino Matta)‏ (9 يونيو 1910 – 20 يناير 1954) هو ملاكم إيطالي راحل، مثّل بلاده في الألعاب الأولمبية الصيفية 1936.

## روابط خارجية
غافينو ماتا على موقع بوكس ريك (الإنجليزية) (registration required)
- غافينو ماتا على موقع اللجنة الأولمبية الدولية (الإنجليزية)
- غافينو ماتا على موقع أوليمبيديا (الإنجليزية)
- غافينو ماتا على موقع اللجنة الأولمبية الإيطالية (الإيطالية)